# Зімнодул
Зімнодул (пол. Zimnodół) — село в Польщі, у гміні Олькуш Олькуського повіту Малопольського воєводства.
Населення — 724 особи (2011).
У 1975-1998 роках село належало до Катовицького воєводства.

## Демографія
Демографічна структура станом на 31 березня 2011 року:
|          | Загалом | Допрацездатний вік | Працездатний вік | Постпрацездатний вік |
| -------- | ------- | ------------------ | ---------------- | -------------------- |
| Чоловіки | 363     | 74                 | 237              | 52                   |
| Жінки    | 361     | 68                 | 206              | 87                   |
| Разом    | 724     | 142                | 443              | 139                  |